# Caradrina mirza
Caradrina mirza är en fjärilsart som beskrevs av Charles Boursin 1957. Caradrina mirza ingår i släktet Caradrina och familjen nattflyn. Inga underarter finns listade i Catalogue of Life.